# Faramontaos (Carballeda de Avia)
Faramontaos (llamada oficialmente San Cosmede de Faramontaos) es una parroquia y un lugar español del municipio de Carballeda de Avia, en la provincia de Orense, Galicia.

## Toponimia
La parroquia también es conocida por el nombre de San Cosme de Faramontaos.

## Organización territorial
La parroquia está formada por una entidad de población:
- Faramontaos (Cima de Vila)

## Demografía
Gráfica demográfica del lugar de Cima de Vila y parroquia de Faramontaos según el INE español:
| Gráfica de evolución demográfica de Faramontaos entre 2000 y 2022 |
|                                                                   |
| Datos según el nomenclátor publicado por el INE.                  |